# Akamnik
Akamnik (Ft. Steele), pleme Upper Kutenai Indijanaca koje je živjelo oko Ft. Steele i misije St. Eugène na gornjem toku rijeke Kootenai u Britanskoj Kolumbiji, Kanada. Boas ih naziva Aqk'amnik.

## Vanjske poveznice
- Canadian Indian Bands, Gens and Clans